# سراب ميرزا (مقاطعة ديواندرة)
سراب ميرزا (بالفارسية: سراب میرزا) هي قرية تقع في قسم حسين‌آباد الشمالي الريفي (مقاطعة ديواندرة) في إيران. يقدر عدد سكانها بـ 92 نسمة بحسب إحصاء 2016.